# 윤곤
윤곤(尹坤, ? ∼ 1422년 3월 11일)은 고려 말기, 조선 전기의 문신이다. 호(號)는 국재(菊齋)·국음(菊陰), 시호는 소정(昭靖)이다. 그래서 소정공 윤곤으로 불린다. 문하평리 윤승순의 아들이며, 세조의 부인 정희왕후 윤씨의 아버지 정정공 윤번의 사촌 형이다. 고려 때 문과에 급제하여 문학 등을 역임하고 1392년 이성계의 조선 건국에 참여하였다.
정종2년(1400) 동지총제(同知摠制)로서 제2차 왕자의 난 당시 이방원을 도운 공으로 1401년(태종 1년) 좌명공신(佐命功臣) 3등에 책록되고 파평군(坡平君)에 봉군되었다. 평안도 관찰사를 거쳐 이조판서가 되었다.
성종의 계비 정현왕후의 아버지 윤호의 할아버지이며, 세종대왕의 서녀 정현옹주의 남편 윤사로, 성종때의 문신 윤필상은 그의 증손자였다. 한편 고려 충혜왕비 희비 윤씨의 친정아버지 윤계종은 소정공 윤곤의 증조부 윤안숙의 형이었다. 따라서 희비 윤씨는 윤곤의 재종대고모가 된다. 또한 훗날의 소론 영수 윤선거, 윤증의 10대, 11대 선조이기도 하다. 또한 세조의 측근 한명회는 그의 처조카가 된다.

## 이력

### 가계 배경
윤곤의 정확한 생년월일은 미상이다. 아버지는 고려말 문하평리를 지낸 윤승순이고 어머니는 단양이씨로 판도판서를 지낸 이거경의 딸이다. 동북 9성을 쌓은 윤관의 후손으로, 그는 윤관의 아들 형제들 중 윤언이(尹彦頤)의 후손이다.
외삼촌은 조선건국 초 좌정승을 지낸 이무였고, 이모 이씨의 남편은 개국공신 조영무의 아들인 조륜이다. 첫 부인은 첨의정승 유탁의 딸 고흥유씨와 결혼했다가 뒤에 청주한씨 예문관대학사 문열공 한상질의 딸과 재혼하였다. 한상질의 아들 중 한기는 한명회의 아버지로 한명회의 고모부가 된다.

### 관료 생활
고려 말에 문과에 급제하였으며, 동생 윤향(尹珦)과 함께 문학(文學)으로 기용되었으며 1392년 조선이 건국한 뒤에도 벼슬에 참여하여, 완산부윤을 지내고, 1398년에 대장군(大將軍)이 되었다.
정종 2년인 1400년에는 동지총제(同知摠制)로 재임 중, 제2차 왕자의 난 때 외삼촌인 이무, 상장군 이저를 따라 정안대군 이방원(뒤의 태종) 편에 서서 협력한 공으로, 이방원이 승리하고 태종으로 즉위후 1401년 추충익대좌명공신 3등(推忠翊戴佐命功臣三等)에 임명되고, 파평군(坡平君)에 봉해졌다.
그해 명나라에 태종의 즉위를 알리는 사은사가 파견될 때 윤곤은 사은부사(謝恩副使)로 명나라 연경에 파견되어 태종이 왕위를 물려받았음을 고(告)하는 뜻을 전달하고 돌아왔으나 무역마값을 잘못 정한 죄로, 파평에 안치되었다.
1406년(태종 6년) 좌군도총제로 임명되었으나, 다른 사건에 연루되어 파면되었다.1408년 사은사로 명나라에 다녀왔다.
그는 태종의 각별한 신뢰를 얻었는데, 그의 동생 윤목(尹穆)이 민무구의 옥사에 연루(1409)되어 처형당하였지만 그는 처벌받지 않았고, 대간의 탄핵이 계속되었으나 태종은 그를 특별히 배려하였다.
1413년 경주 안동도 병마도절제사를 지냈다.
1417년 의정부 참찬을 지내고 세종 즉위년(1418년) 평안도 관찰사(觀察使)로 기용되었다.
평안도 관찰사로 있으면서 기생의 풍류를 폐지하여 풍속을 바로잡는 등 많은 공을 쌓고 돌아왔으며, 1419년 이조판서가 되었다.

### 최후
그는 조선 건국 후에도 고관을 역임하였지만 늘 고려를 그리워했다 한다. 그래서 아들의 이름을 백이와 숙제에서 이름을 따서 희이(希夷), 희제(希齊)라고 지었다 한다.(하지만 정황 상, 이 두 아들은 고려 말에 태어난 것으로 보인다. 즉, 단순히 옛 고사를 인용해 이름을 지은 것으로 봐야 한다)
1422년 3월 11일 윤곤(尹坤)이 병으로 졸하니, 조회를 3일 동안 폐하였다. 두 임금이 행재소(行在所)에 있다가 부음(訃音)을 듣고 육선(肉膳)을 먹지 않았으며, 태상왕(태종)은 그를 부원군(府院君)에 임명하지 못한 것을 슬퍼하였다. 윤곤은 성품이 관후(寬厚)하고 풍채(風彩)가 있었다. 공신(功臣)으로서 부귀(富貴)를 보전하였으니, 세상에서 복노인(福翁)이라고 일컬었다. 아들이 셋이니, 윤희이(尹希夷)·윤희제(尹希齊)·윤삼산(尹三山)이었다. 사망 당시 정확한 연령은 전하지 않으나 고령이었다고 한다.

### 사후
사후 소정(昭靖)이란 시호를 내렸으니, 용의(容儀)가 아름다운 것을 소(昭)라 하고, 마음이 너그러워 고종명(考終命)한 것을 정(靖)이라 하였다.
《윤곤선생묘》는 경기도 파주군 주내면 연풍리에 있다. 근래에 아랫부분에 원형으로 둘레석을 둘렀다. 묘 앞에는 묘비·상석·향로석이 있는데, 상석과 향로석은 근래에 교체된 것이다. 상석을 중심으로 왼쪽에 장명등(長明燈:무덤 앞에 세우는 돌로 만든 등)이 있고, 좌우로 문인석이 있다. 묘 오른쪽의 묘비는 고종 6년(1869)에 세운 것이다. 묘역 아래에는 신도비(神道碑:왕이나 고관 등의 평생 업적을 기리기 위해 무덤 근처 길가에 세우던 비)가 있는데, 비문은 윤상익이 짓고, 윤조영이 글을 썼다. 1422년에 묘표를 세웠으나 후일 1869년 18대손 진사 윤사규가 다시 비석을 세웠다. 그의 묘비와 신도비의 특징은 명나라의 숭정 연호나 영력 연호를 쓰지 않고 윤곤이 죽은 해를 기점으로 해서 '공이 몰한 후 모 번째 돌아오는 모 년'이라고 쓴 것이 특징이다. 1987년 2월 12일 경기도의 기념물 제106호로 지정되었다.

## 가족
- 할아버지 : 윤척(尹陟)- 군부판서, 영평군.
- 아버지 : 윤승순(尹承順) - 문하평리, 판개성부사. 시호 충간(忠簡)
- 어머니: 군부인 단양이씨, 판도판서 이거경(李居敬)의 딸
  - 전처 : 순정택주 흥양류씨 (부 : 고려시중 고흥백 충정공 류탁)
    - 장남 : 윤희이(尹希夷) - 상호군
    - 차남 : 윤희제(尹希齊) - 판한성부사
      - 손자 : 윤경(尹坰) - 배천군수
        - 증손자 : 윤필상(尹弼商)

      - 손자 : 윤은(尹垠) - 공조참의
        - 증손자 : 윤사로(尹師路)

      - 손자 : 윤배(尹培) - 사헌부 장령

  - 후처 : 근순택주 청주한씨 (부 : 태학사 문열공 한상질)
    - 삼남 : 윤삼산(尹三山) - 영천부원군
      - 손자 : 윤호(尹壕, 1424년 - 1496년), 성종의 국구(영원부원군. 시호 평정(平靖))
        - 증손녀 : 정현왕후

  - 동생 : 윤목(尹穆)-좌명공신, 원평군
  - 동생 : 윤향(尹向)-형조판서, 시호 소도(昭度)

- 기타: 성종, 성종에게는 처증조부 겸 외 재종증조부가 된다.[1]
- 사촌동생 : 윤번
  - 당조카 : 세조비 정희왕후

## 평가
그는 풍류를 좋아하지 않았으며 늘 웃음을 잃지 않고 인자한 성품을 지녔다 한다.

## 같이 보기
| - 위화도 회군 - 조선 건국 - 윤승순 - 윤번 - 윤호 - 윤필상 - 윤승례 - 윤사분 - 윤사윤 | - 윤사흔 - 윤사로 - 정희왕후 - 정현왕후 - 장경왕후 - 윤계종 |

## 한명회와의 관계
그의 후처는 한상질의 딸이다. 한상질의 아들 중 한기는 한명회의 아버지로 한명회의 고모부가 된다. 그런데 손자 윤사로의 장남이 다시 한명회의 딸이자 공혜왕후의 언니와 결혼하여 이중 인척관계를 형성한다.

## 기타
평안도관찰사로 재직 중에는 평양부내의 기방을 혁파하고 기생들의 풍기 문란을 대대적으로 단속하였다. 또한 학문을 장려하여 문풍을 확산시키기도 했다.
윤사로, 정현왕후와 윤필상이 그의 후손들이었다. 또한 소론 재상인 윤황, 윤선거, 윤증 일가와 노론 학자인 윤봉구 역시 그의 후손들이다. 모두 둘째 아들 윤희제(尹希齊)의 후손들로 윤희제의 첫째 아들 윤경의 아들이 윤필상이고, 윤희제의 둘째 아들 윤은의 아들이 윤사로로 세종의 서녀 정현옹주와 혼인하여 부마가 되었고 그의 후손이 윤지선, 윤지완 형제이다. 윤사로의 동생인 윤사하의 후손 중에는 윤비경과 그의 손자인 윤봉구와 윤봉오, 윤봉조 일가가 있다.
윤희제의 다른 아들 윤배(尹培)의 손자는 윤탁(尹倬)이고, 윤탁의 후손이 팔송 윤황(尹煌)과 후촌 윤전형제, 윤순거, 윤원거, 윤문거, 윤선거, 명재 윤증, 윤박, 윤진, 윤유, 윤경교, 윤혜교, 윤동도, 윤동섬, 윤광소 등이다. 윤곤의 6대손 윤돈이 충청남도에 낙향하고 윤창세가 충남 노성에 정착하여 그 후손들이 노성윤씨라 불리는 일가를 이루게 된다.